# Organt
Organt au Vatican - jest to poemat autorstwa Louisa Antoine de Saint Justa napisany podczas pobytu autora w ośrodku wychowawczym, w latach 1786-7). Wydano go w Paryżu w 1789. Jego bohaterem jest hrabia Organt, jeden z rycerzy Karola Wielkiego. Jego przygody były dla autora tłem dla bardzo krytycznej oceny Francji czasów Ludwika XVI. Poemat wywołał skandal z racji bulwersującej ówczesną opinię publiczną treści, zawierającej liczne opisy pornografii, zoofilii oraz krytykę kościoła. Ze względu na skandaliczną treść władze nakazały konfiskatę całego nakładu "Organta", zaś jego autor musiał ukrywać się przed policją do chwili wybuchu rewolucji.